# Trento
Trento, tidligere også kaldet Trient, er en italiensk by i Adige-dalen i regionen Trentino-Sydtyrol. Byen er hovedstad for regionen og for den autonome provins Trentino.
Byen har et areal på ca. 157 km² og 118.046(2023)indbyggere.
Byen er historisk set særligt kendt for at være det sted, hvor et af den romersk-katolske kirkes vigtigste konciler, Tridentinerkoncilet, blev afholdt i 1545-1563, hvilket blev begyndelsen til modreformationen.
Byens volleyballhold Trentino Volley er et af verdens bedste og er flerdobbelte mestre i CEV Champions League samt i verdensmesterskabet i volleyball for klubhold.